# Marco Tavani
Marco Tavani (Roma, 5 de outubro de 1957) é um astrofísico italiano.
Tavani graduou-se em 1982 em física teórica na Universidade de Roma "La Sapienza" e obteve um doutorado em 1989 na Universidade Columbia, orientado por Malvin Ruderman. A partir de 2004 foi diretor de pesquisas no Istituto Nazionale di Astrofisica (INAF) em Roma. Desde 2015 é conselheiro do INAF.
Recebeu a Medalha Matteucci de 2017. Recebeu com a equipe da AGILE o Prêmio Bruno Rossi de 2012.